# Scaphodacne
Scaphodacne é um género de coleópteros da família Erotylidae.